# 대전 문화동 일가족 살인사건
대전 문화동 일가족 살인사건(大田文化洞一家族殺人事件)은 2005년 8월 18일 대전광역시 중구 문화동에서 장기수가 아내 김씨와 세 아들을 청산가리와 질식 등으로 살해한 뒤 방화한 사건이다.

## 사건
경제적 어려움과 내연녀에게 버림받은 분노로 가득 찬 장기수는 아내 명의로 거액의 보험에 가입했다. 범행 당일 아침, 가족들이 마실 물에 인터넷을 통해 구매한 청산가리를 몰래 섞었고, 이를 마신 아내와 두 아들이 쓰러지자 물을 마시지 않은 막내아들을 목졸라 살해했다. 이후 시너를 뿌려 불을 질러 화재로 위장하려 했으나, 부검 결과 피해자들의 몸에서 청산가리가 검출되고 기도에서 그을음이 발견되지 않아 일반적인 화재 사망과 다른 양상을 보이면서 경찰 수사가 시작되었다.
그는 범행 후 출근한 뒤, 아내의 휴대전화로 전화를 걸어 생존한 것처럼 연기했다. 퇴근 후에는 집에 불을 질렀으며, 늦게 귀가한 것처럼 행동했다.
그러나 경찰은 장기수의 진술에서 드러난 모순점, 거액의 보험 가입 사실, 그리고 인터넷 검색 기록 등을 통해 그를 주요 용의자로 지목했다. 결국 장기수는 모든 범행을 자백했다.

## 재판
장기수는 1심에서 무기징역을, 2심에서 사형을 선고받았으며, 상고심에서 사형이 확정되었다.